# Tysk-frisinnade partiet

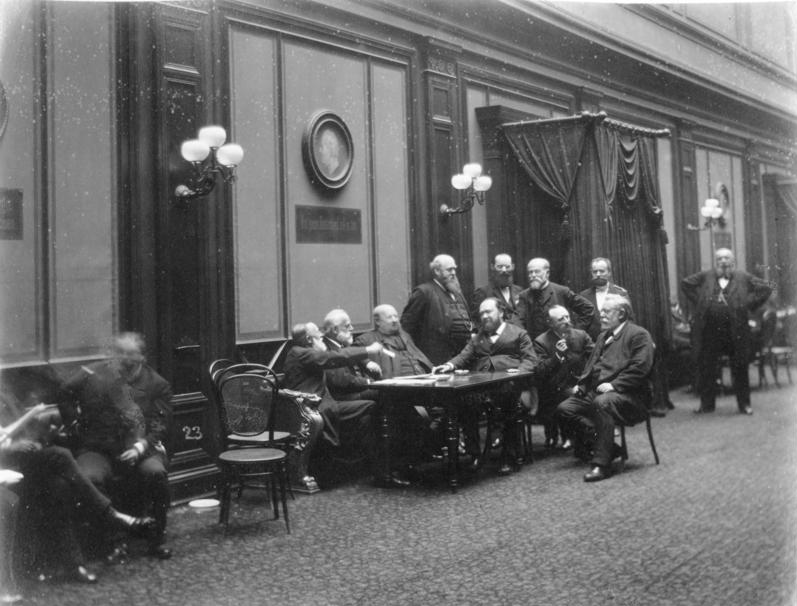
Den frisinnade gruppen i tyska riksdagen 1889

Tysk-frisinnade partiet (tyska: Deutsche Freisinnige Partei eller Deutsch-freisinnige Partei), var ett liberalt parti inom tyska riksdagen som var verksamt 1884–1893.
Tysk-frisinnade partiet bildades då återstoden av Tyska framstegspartiet (Deutsche Fortschrittspartei) förenade sig med den partigrupp (Liberala föreningen, Liberale Vereinigung, även kallade "secessionisterna"), som 1880 brutit sig ut ur det Tyska nationalliberala partiet (Deutsche Nationalliberale Partei).
Tysk-frisinnade partiet sprängdes 1893 i två nya partier, Frisinnade folkpartiet (Freisinnige Volkspartei) och Frisinnade föreningen (Freisinnige Vereinigung), vilka emellertid på nytt förenades 1910 och tillsammans med Tyska folkpartiet (Deutsche Volkspartei) bildade Framstegsvänliga folkpartiet (Fortschrittliche Volkspartei).